# Glossaire de l'athlétisme
Pour un article plus général, voir Athlétisme.
Ce glossaire liste des termes spécifiques à l'athlétisme.
- Haut – A
- B
- C
- D
- E
- F
- G
- H
- I
- J
- K
- L
- M
- N
- O
- P
- Q
- R
- S
- T
- U
- V
- W
- X
- Y
- Z

## A
- AAA: association asiatique d'athlétisme
- AEA : association européenne d'athlétisme
- Affutage: phase de relâchement du plan d'entraînement de l'athlète avant une compétition importante. Elle permet surtout de maintenir et non de développer les acquis de l'entraînement des semaines passées sans trop fatiguer l'athlète.
- Aire : aire de saut, aire de lancer, espace où se déroule l'épreuve
- AIU: Athletics Integrity Unit[1], unité chargée de la lutte contre le dopage dans l'athlétisme pour l'Association internationale des fédérations d'athlétisme (IAAF).
- Allure : vitesse de course ou de marche sur une distance spécifique
- Anémomètre : appareil pour mesurer la vitesse du vent pendant les épreuves
- Appel : en saut le pied d'appel est celui qui est le dernier appui au sol, l'autre est appelé jambe libre
- Approche : course d’élan effectuée par un athlète avant de réaliser un saut (saut en longueur, saut en hauteur).
- Athlérama : Édition annuelle de la FFA regroupant tous les bilans (records, statistiques, rétro, biographies...)
- Athlète : sportif pratiquant l'athlétisme
- Athlète de l'année : distinction attribuée par la fédération
- Avoir du pied : avoir de la détente, de l'impulsion (qualité de base)
- « A vos marques » : commandement de l'officiel chargé du départ d'une course (starter) pour demander aux coureurs de se mettre en position sur la ligne de départ.

## B
- Barrage : épreuve permettant de déterminer le vainqueur d'une épreuve de saut en hauteur ou de saut à la perche lorsque les athlètes se retrouvent à égalité. Le terme de "mort subite" est également utilisé.
- Barre: obstacle horizontal à franchir en saut vertical (hauteur et perche)
- Bénévole: non payé, juge ou cadre de club permettant l'organisation de ce sport
- Benjamin: catégorie d'age allant de 12 à 13 ans.
- Bleus: Les bleus, surnom des athlètes de l'Équipe de France
- Bloc de départ : voir Starting-block
- Butoir: caisse creuse au pied du sautoir à la perche dans lequel vient s'appuyer la tête ronde de la perche

## C
- CAA: confédération africaine d'athlétisme
- Cadet: catégorie d'âge allant de 16 à 17 ans
- Cage: filet de protection autour de l'aire de lancer de marteau ou du disque
- Casser : le coureur fait avancer ses épaules afin de devancer sur la ligne ses concurrents les plus rapprochés.
- Cendrée : piste en cendrée par opposition aux pistes synthétiques
- Centbornard: coureur de 100 km
- Carton rouge: Signal d'expulsion donné par un juge (par exemple en marche athlétique ou pour une faute de départ)
- Cercle : Aire de lancer du poids.
- Chambre d'appel: zone de contrôle et d'attente avant l'épreuve
- Championnat:
- Claque: le public accompagne le sauteur en frappant des mains en cadence, voir saut
- Ciseau: mouvement des jambes en saut en hauteur et pour le double-ciseau en longueur
- Cloche: avertisseur sonore au passage du dernier 400 m en course de demi-fond ou de fond sur piste
- Club: en France près de 2 000 clubs d'athlétisme, voir association loi de 1901
- Compte-tours: en course de durée ou de fond, officiel à la feuille de marques pour compter les tours de chaque concurrent
- Cône: balise permettant de signaler une zone
- Concours : épreuve d'athlétisme comprenant les sauts et les lancers (voir sauts et lancers).
- Corde: courir à la corde, au plus près de la ligne idéale la plus courte du stade à l'intérieur de la courbe
- Couloir: zone individuelle de course en sprint. Sa largeur (en plein air) de 1,22 m, m qui a été portée depuis 2006 à 1,25 m, inclut la ligne extérieure
- Coupe d'Europe:
- Course d'élan: première phase avant un saut (ou le lancer du javelot) où l'athlète prend de la vitesse et prépare son placement de déclenchement
- Course de vitesse : voir Sprint
- Course sur piste : Course courue sur une piste dans un stade d'athlétisme
- Course sur route : Course courue sur des routes et chemins en dur
- Cross-country: abrégé XC, course en nature, le plus souvent en saison froide
- Crossman: coureur de cross-country

## D
- Décathlon : discipline masculine de l'athlétisme comprenant dix épreuves différentes. Le classement final est établi selon un barème de points déterminé par les performances de l'athlète.
- Demi-fond : nom attribué aux courses allant de 800 mètres à 3 000 mètres.
- Dénivelé : différence d'altitude en trail
- Descendre: se rendre compte de ses qualités de vitesse et passer à la distance plus courte pour être mieux classé (descendre du 800 au 400 m par exemple)
- Disqualifié: Indication sur les classements signifiant non classé pour faute
- Disque: engin de lancer circulaire
- Décamètre: appareil pour mesurer une distance en lancer et saut
- DNF: indication sur les classements signifiant n'a pas terminé la course (did not finish)
- DNS: indication sur les classements signifiant n'a pas pris le départ (did not start)
- DQ ou DSQ: indication sur les classements signifiant une disqualification de l'athlète
- Dopage: les disciplines d'endurance et de force rendent possible le dopage. Voir dopage dans l'athlétisme.
- Doublé: réaliser un doublé, c'est gagner deux épreuves différentes, par exemple le 100 et le 200 m.
- Drop: différence de hauteur (exprimée en millimètres) entre le talon et l’avant du pied, soit la différence entre l’épaisseur de la semelle à l’arrière et à l’avant d'une chaussure.
- DTN: Directeur technique national, voir Fédération française d'athlétisme

## E
- Ekiden: course d'origine japonaise consistant en la succession de relais sur route par équipes de six compétiteurs. La distance classique est celle du marathon (42,195 km). Les six coureurs doivent parcourir les distances suivantes : 5 km, 10 km, 5 km, 10 km, 5 km et pour finir 7,195 km. Ils se transmettent un témoin plus léger que celui des relais 4 × 100 m, pour ne pas entraver le coureur.
- Endurance: course longue voir fond et demi-fond
- Engins: disque, javelot, marteau, perche, balle, anneau ou poids sont des engins
- Ennéathlon: discipline junior de l'athlétisme comprenant neuf épreuves différentes. Le classement final est établi selon un barème de points déterminés par les performances de l'athlète.
- Épreuve: une compétition est un ensemble d'épreuves (le 100 m ou le 3 000 m steeple sont des épreuves)
- Épreuves combinées: voir triathlon, décathlon, heptathlon ou encore swimrun
- Equal split: tactique consistant à courir les deux moitiés d'une course de manière identique. Courir les deux semi-marathons en 2 heures pour un temps final de 4 heures au marathon est un exemple d'equal split.
- Équipe: certaines compétitions se jouent par équipe, voir Interclubs ou DécaNation
- Espoir: catégorie d'âge (20-23 ans)

## F
- Fartlek: type d'entraînement d'origine suédoise consistant à alterner  phases anaérobies (sans apport d'oxygène) et phases aérobie (avec apport d'oxygène).
- Faute: à la marche, en relais, en course de haie, en sprint, erreur qui débouche sur un avertissement ou une disqualification.
- Faux-départ: départ non réglementaire (mobilité ou anticipation de l'athlète), entraîne un avertissement ou une disqualification
- Fond : nom attribué aux courses supérieures à 3 000 mètres.
- Fosbury : technique de saut en hauteur consistant à effectuer un bond dos à la barre, et à se réceptionner dos au matelas. Le nom vient de Dick Fosbury, ancien champion de la discipline.
- Fosse de réception : aire de réception du saut en longueur et du saut en hauteur, le plus souvent remplie de sable (saut en longueur) ou de matières synthétiques (saut en hauteur).
- Foulée: Enjambée du coureur, elle peut se décrire courte, longue, etc.
- Fractionné:  mode d'entraînement consistant à fractionner l'effort (ex: courir 2x5km avec une période de récupération entre chaque intervalle au lieu de 10 km d'un coup) pour pouvoir soutenir une intensité plus élevée qu'en travail continu.
- Frappe des mains: les spectateurs encouragent le sauteur en frappant des mains en cadence avec sa foulée.
- Fréquence cardiaque: abrégée FC, indicateur important de l'effort réalisé dans les domaines aérobies.
- Fréquence cardiaque maximale: abrégée FCM, indicateur important de l'effort réalisé dans les domaines aérobies.

## G
- Gêne : faute au cours de laquelle un coureur bouscule ou passe devant un autre coureur en le forçant à ralentir ou à casser sa foulée.
- Grand fond: nom donné pour toutes les courses supérieures au marathon.

## H
- Haie: voir Course de haies
- Heptathlon : discipline féminine de l'athlétisme comprenant sept épreuves différentes. Le classement final est établi selon un barème de points déterminés par les performances de l'athlète.
- HIIT (pour High-Intensity Interval Training): entraînement fractionné de haute intensité
- Hors secteur: l'essai de lancer est non mesuré car l'engin de lancer a chuté hors de la zone
- Hors stade: toutes les épreuves qui ne se pratiquent pas dans le stade: les courses sur route, cross, trail...
- Hurdleur: athlète pratiquant la course de haies

## I
- IAAF: association internationale des fédérations d'athlétisme
- Impulsion : temps que le pied reste en contact avec le sol pendant la phase d’appui
- Indoor: compétition en salle par opposition au plein-air
- INSEP: Institut National du Sport, de l'Expertise et de la Performance, anciennement Institut National des Sports et de l'Education Physique à Paris (Bois de Vincennes)
- Interclubs: Compétition mettant aux prises les clubs à travers la participation d'un ou 2 athlètes à différents épreuves leur performance rapportant des points selon une table de cotation
- International: Athlète ayant été sélectionné au moins une fois en équipe de France
- Interrégions: Plus grandes subdivisons découpant la France au-delà les régions administratives. Elles regroupent plusieurs ligues voisines, sauf pour l'Île de France, la ligue (LIFA) formant à elle seule une interrégion.

## J
- Jambe d’appui : jambe qui exerce la force au cours d’une foulée ou d’un saut
- Jambe libre: jambe qui se propulse en l'air en premier, opposé au pied qui pousse au sol dit pied d'appel
- Javelot: engin long et pointu de lancer
- Jogging: type d'entraînement lent de longue distance voir endurance
- Junior: catégorie d'âge de 18 à 19 ans

## K
- Kinogramme: permet d'étudier un geste sportif à partir de la juxtaposition image par image.

## L
- Label : course reconnue par l'association internationale des fédérations d'athlétisme. Suivant le type de course, elle peut être labellisée or (Gold), argent (Silver) ou bronze (Bronze).
- séance Lactique: type de séance d'entrainement visant à accumuler de l'acide lactique. Ainsi l'athlète aura une meilleure tolérance à celui-ci.
- Lancer poids, javelot, disque, marteau sont des engins de lancer
- Lice pièce placé au bord de la piste qui matérialise l’intérieur du couloir 1 sur la piste. Si la lice est franchie le coureur est disqualifié. Si comme souvent dans les courses de demi fond le coureur pousse un concurrent au-delà c'est lui qui est disqualifié.
- Lièvre : meneur d'allure souvent engagé par les organisateurs d'une course pour imposer un rythme aux favoris. Un lièvre est souvent utilisé pour battre un record du monde ou le record de l'épreuve.
- Ligne bleue: c'est la ligne idéale tracée au sol sur la route et qui correspond à la distance mesurée de la course. Elle est notamment présente dans les courses majeures de marathon.
- Ligne de départ : point de départ d’un athlète pour une course ou un saut.

## M
- Marathon: course hors-stade mesurant 42,195 km
- Marche athlétique: marche rapide d'endurance
- Marque d’appel : point où l’athlète quitte le sol.
- Marteau: engin de lancer
- Matelas: ou tapis, Grand bloc de mousse pour réceptionner les sauteurs (perche et hauteur)
- Mile: mesure de longueur anglo-saxonne valant 1 609 mètres. C'est aussi une course comportant quatre tours de piste de 400 mètres avec un départ situé à 9 mètres en amont de la ligne de départ. Elle est aussi pratiquée hors stade principalement dans les pays anglo-saxons.
- Miler : coureur de mile
- Minima: dans les diverses compétitions nationales et internationales, la participation d'un athlète est souvent soumise à une condition. L'athlète doit obtenir une performance minimale afin de se qualifier pour l'une de ces compétitions. Les minima sont souvent plus larges pour les femmes que pour les hommes. Pour les Jeux olympiques d'été de 2020 par exemple, un homme doit avoir réalisé un chrono de 2 h 11 min 30 s et une femme de 2 h 29 min 30 s pour participer au marathon. Pour devenir athlète prioritaire dans cette discipline, les minima sont de 2 h 8 min 0 s pour les hommes et de 2 h 25 min 0 s pour les femmes[2].
- Minime: catégorie d'age de 14 à 15 ans
- Montants: poteaux verticaux soutenant la barre lors des concours de saut en hauteur et de saut à la perche.
- Monter en distance: un athlète bien entraîné passe à la distance supérieure (par exemple, du 1 500 m au 5 000 m)
- Mordre la ligne: en saut en longueur, en triple-saut, en lancer mordre la ligne annule l'essai. Le juge disqualifie l'essai à l'œil ou au vu d'une marque sur la placticine.
- MPM: meilleure performance mondiale, équivaut à un record du monde non homologué.
- Mutation: passage réglementé (période, procédure, dédommagement) d'un club à un autre.

## N
- NACAC: association d'athlétisme d'Amérique du Nord, d'Amérique centrale et des Caraïbes
- National:
- NCAA (pour National Collegiate Athletic Association): association sportive américaine organisant les programmes sportifs de nombreuses grandes écoles et universités aux États-Unis.

- Negative split: tactique consistant à courir la deuxième moitié de course plus rapidement que la première. Cette tactique est souvent payante lors des courses de fond pour établir un nouveau record.
- Niveau: départemental, régional, national ou international sont des niveaux de classement des athlètes et des compétitions

## O
- OAA : association océanienne d'athlétisme
- Octathlon : discipline junior de l'athlétisme comprenant huit épreuves différentes. Le classement final est établi selon un barème de points déterminés par les performances de l'athlète.
- Officiels: ensemble de personnes du jury qui encadrent les compétitions
- Olympiade : période de quatre ans entre deux JO
- Ouvreur : véhicule qui ouvre la course sur route

## P
- Perche: épreuve de saut
- Performance: résultat chiffré d'une épreuve (complément de la place)
- Photo-finish : photo de l'arrivée servant à départager les arrivants
- Pied d'appel : pied utilisé par l’athlète pour se propulser en l’air.
- Piste: Partie du stade où les athlètes courent, distance de 400 m en plein air, distance de 200 m en salle
- Pistolet:
- Place: résultat en termes de rang de classement de l'athlète (complément de la performance)
- Plasticine: matériau souple permettant de vérifier les sauts mordus(en longueur et triple)
- Podium:
- Points: les classements peuvent être aux points, voir décathlon ou Interclubs
- Pointes: chaussures spéciales munies de pointes de 4 à 17 mm
- Positive split: tactique consistant à courir la première moitié de course plus rapidement que la deuxième. Cette tactique est souvent payante lors des courses de demi-fond pour établir un nouveau record.
- Poteaux: tient la barre en hauteur et perche
- Pronation : appui des pieds du coureur vers l'intérieur
- Poussin: catégorie d'âge de 10 à 11 ans
- Prise : position de la main sur un engin de lancer.
- Pyramide: mode d'entraînement consistant en temps d’efforts croissants sur la première partie de séance puis décroissants sur la seconde partie de séance (ex: courir 100m/ 200m/ 300m/ 400m/ 500m/ 400m/ 300m/ 200m/ 100m avec une période de récupération sous forme de trot entre chaque distance).

## Q
- Qualifié (syn: affecté)

## R
- Receveur : athlète qui reçoit le témoin dans une course de relais.
- Réclamation: porter réclamation au juge quand l'athlète disqualifié ou gêné dans sa performance veut être requalifié ou obtenir un essai supplémentaire. En cas de gêne par un athlète, un juge, un élément matériel (barrière par exemple).
- Record:
  - AR pour Area Record, record continental
  - DLR pour Diamond League Record, record de la Ligue de diamant
  - RS: (SB pour Season's Best), record de la saison actuelle
  - RP: (PB pour Personal Best), record personnel
  - RM: (WR pour World Record), record du monde
  - RE: (ER pour European Record), record d'Europe
  - RN: (NR pour National Record), record national
  - RC: (CR pour Championship Record), record du championnat
  - RO: (OR pour Olympic Record), record olympique
- Relais: course dans laquelle les athlètes courent en équipes de quatre, l'un après l'autre, pour se passer le témoin.
- Rivière: au 3 000 m steeple obstacle composé d'une barrière et d'une bassin rempli d'eau
- Route:
- Running:

## S
- Saut : au nombre de 4 :  à la perche, longueur, triple-saut et hauteur
- Semi-marathon : course hors-stade mesurant 21,097 km (la moitié d'un marathon)
- Senior : catégorie d'âge de 20 à 40 ans
- Seuil : type d'entraînement à la limite de 2 vitesses critiques (aérobie-anaérobie)
- Split : temps intermédiaire d'un athlète pris lors d’une course. Le nombre de splits peut correspondre ou non au nombre de points de contrôle. Pour une course de plus de 400 mètres disputée sur piste, les temps intermédiaires sont pris à chaque tour de piste. Pour le marathon aux Championnats du monde, les temps intermédiaires sont pris à toutes les portions de 5 kilomètres.
- Sprint : épreuve de vitesse sans obstacles (100 m, 200 m, 400 m)
- Starter : Juge qui donne le départ avec un pistolet
- Starter de rappel : 2e juge starter qui signale les faux départs
- Starting-block ou blocs de départ : engin réglable fixé à la piste constitué de deux cales pour les pieds. Utilisé pour toutes les courses de sprint (voir supra) et de haies, il vise à augmenter la puissance d'un athlète lors d'un départ accroupi.
- Steeple: épreuve de demi-fond avec obstacles.
- Sucer la roue : expression empruntée au cyclisme, coller un adversaire qui mène le train
- Supination : appui des pieds du coureur vers l'extérieur

## T
- Table de cotation:
- Table hongroise : équivalence des performances en points pour toutes les épreuves (hors épreuves combinées, pour lesquelles une table spécifique s'applique voir décathlon)
- Tartan : revêtement des actuelles pistes d'athlétisme
- Témoin : nom du baton qui est transmis pendant les relais
- Temps limite: temps imposé par l'organisateur d'une course dans lequel un athlète doit impérativement terminer l'épreuve ou passer un point de contrôle. Le temps limite est souvent utilisé pour les courses de fond et les trails notamment pour des raisons de sécurité (réouverture du parcours au trafic routier, tombée de la nuit, ...)
- Test de Cooper: test de 12 minutes donnant une indication sur l'aptitude aérobie (Vo2 max)
- Test de Léger, Test Léger-Boucher, Test de Luc-Léger: tests de 20 minutes environ pour déterminer la vitesse maximale aérobie (VMA) et estimer le VO2 max
- Test de Ruffier ou Test de Ruffier-Dickson: test de flexions avec prise de pouls avant et après, donnant une indication sur l'aptitude sportive
- Toise : appareil de mesure (saut en hauteur et perche)
- Tour : les interclubs se jouent en général en deux tours
- Tour d'honneur : dans les grands championnats, le vainqueur fait un tour de piste avec le drapeau de son pays pour saluer le public
- Trail: course sur longue distance en nature sur terrains variés (montagne, plage, plaine, sentier, désert)
- Train: rythme de course conforme à la vitesse moyenne de la course (opposé aux accélérations)
- Triple-saut: enchaînement constitué de 3 sauts consécutifs, sous la forme cloche-pied - foulée bondissante - saut en longueur. Chez les plus jeunes catégories (école d'athlétisme et poussin), c'est le triple-bond qui est pratiqué, sous la forme foulée bondissante - foulée bondissante - saut en longueur.

## U
- Ultrafond: au-delà du fond
- Ultramarathon: au-delà du marathon
- Unité:

## V
- Vent favorable: le vent est mesuré pour les courses inférieures ou égales à un demi-tour de piste et pour les sauts horizontaux. Pour valider un record, il doit être inférieur ou égal à 2 m/s
- Vestiaire: partie du stade, voir Apodyterium
- Vétérans: catégorie d'âge à partir de 40 ans
- Vitesse: distance divisée par le temps
- VMA: vitesse maximale aérobie
- Voiture balai: véhicule qui ferme la course sur route

## W
- Wavelight : système qui consiste à faire s'allumer des lumières de couleur au bord de la piste d'athlétisme au rythme d'un record ou d'une performance convoitée.
- WMM (pour World Marathon Majors): courses majeures annuelles de marathon. Elles sont au nombre de six (Tokyo, Boston, Londres, Berlin, Chicago, New York). Le marathon aux Championnats du monde d'athlétisme (disputé tous les 2 ans) ainsi que le marathon aux Jeux olympiques (disputé tous les 4 ans) comptent également pour le classement WMM.

## X
- x

## Y
- x

## Z
- zone cible: zone cardiaque déterminée en pourcentage de la fréquence cardiaque maximale (FCM) et dans laquelle le coureur effectue sa séance d'entraînement. Cette zone correspond à un certain nombre de battements de cœur par minute.
- zone de passage: espace qui limite le passage du témoin en relais.